# Kinderhospiz
Ein Kinderhospiz umfasst ambulante und stationäre Einrichtungen für unheilbar und lebensverkürzend erkrankte Kinder und Jugendliche sowie deren Eltern und Geschwister.
Durch die häufig intensive Pflege des Kindes kommen im Alltag die Entlastung der Eltern und die Zuwendung an die Geschwister zu kurz. In einem stationären Kinderhospiz können sich die Eltern ab der Diagnose der unheilbaren Erkrankung für eine begrenzte Zeit aus der Pflege herausnehmen, während die Kinder von den erfahrenen Kinderkrankenschwestern und -pflegern des Hospizes betreut werden. Auf Wunsch kann das kranke Kind mit seiner Familie bis zu seinem Tod (und für kurze Zeit darüber hinaus) im Kinderhospiz bleiben, das (wie auch stationäre Erwachsenenhospize) Sterbebegleitung anbietet und über Erfahrung in Palliative Care verfügt. Ambulante Kinderhospizdienste begleiten das schwerkranke Kind und seine Familie im häuslichen Bereich, übernehmen aber keine pflegerischen Tätigkeiten.
Ziel ist es, den schwerkranken Kindern ein möglichst würdevolles und selbstbestimmtes Leben bis zum Ende zu ermöglichen. Bis zum Sterben können aber Wochen, Monate oder Jahre vergehen. Die Wünsche und Bedürfnisse der erkrankten Kindern und ihrer Familienmitgliedern stehen im Mittelpunkt des Handelns der Kinderhospize. Die Stärkung der Familie, die Vorbereitung auf das Sterben des Kindes und die Begleitung der Geschwister sowie die Trauerbegleitung sind Schwerpunkte der Arbeit im Kinderhospiz. Dabei steht das ganze Familiensystem im Mittelpunkt.
In Deutschland gibt es rund 1500 ambulante Hospizdienste, ca. 250 stationäre Hospize für Erwachsene, sowie 18 stationäre Hospize für Kinder, Jugendliche und junge Erwachsene, ca. 330 Palliativstationen in Krankenhäusern, drei davon für Kinder und Jugendliche. Jedes Jahr am zweiten Samstag im Oktober findet der Welthospiztag statt. Am 10. Februar findet jährlich der Tag der Kinderhospizarbeit statt, der 2006 vom Deutschen Kinderhospizverein e. V. ins Leben gerufen wurde.

## Geschichte
Die Idee des weltweit ersten Kinderhospizes entstand Anfang der 1980er Jahre in Großbritannien. Auslöser war ein Mädchen namens Helen, das 1978 an einem Hirntumor erkrankte. Dieser konnte zwar erfolgreich entfernt werden, aber Helens Gehirn war schwerwiegend und irreparabel verletzt. Ihre Kontaktmöglichkeit mit der Umwelt war erheblich eingeschränkt, sie konnte weder sprechen, sitzen noch ihre Körperbewegungen koordinieren.
Schwester Frances Dominica, eine Nonne und Kinderkrankenschwester, lernte Helen und ihre Familie im Krankenhaus kennen. Es entwickelte sich eine enge Freundschaft. Schwester Frances besuchte Helen immer wieder während ihres langen Krankenhausaufenthaltes. Diese Beziehung setzte sich auch fort, nachdem Helen nach Hause zurückgekehrt war. Um die Eltern immer wieder zu entlasten, nahm Sr. Frances regelmäßig Helen zu sich ins Kloster.
Aus dieser Freundschaft mit Helen und ihrer Familie entwickelte sich „Helen-House“, da ihr klar wurde, dass andere Familien in gleicher Notlage waren wie Helens Familie. Das „Helen House Hospice“ in Oxford nahm als weltweit erstes Kinderhospiz 1982 seine Arbeit auf. In Olpe entstand 1998 in der Trägerschaft der Gemeinnützigen Gesellschaft der Franziskanerinnen zu Olpe das erste Kinderhospiz in Deutschland, das Kinderhospiz Balthasar. In derselben Trägerschaft eröffnete in Olpe 2009 das erste Jugendhospiz für Jugendliche und junge Erwachsene bis ca. 25 Jahre. 1990 gründeten sechs Familien den Deutschen Kinderhospizverein, der seitdem eine Reihe von ambulanten Einrichtungen schaffen konnte. Mittlerweile gibt es über 100 Hospizdienste für Kinder und Jugendliche.
Der Bundesverband Kinderhospiz wurde 2002 als Dachverband der ambulanten und stationären Kinderhospizorganisationen in Deutschland gegründet. Er vertritt die Interessen der Kinderhospizarbeit und berät Interessierte, Betroffene, Politik und Fachleute. Es gibt in Deutschland 23 stationäre Hospize für Kinder und Jugendliche (davon ein Tageshospiz). Diese befinden sich in:
- Bad Grönenbach
- Bamberg
- Berlin (2 Stück)
- Bielefeld
- Burg (Spreewald)
- Dudenhofen
- Düsseldorf
- Gelsenkirchen
- Hamburg (2 Stück)
- Krefeld
- Magdeburg
- Markkleeberg
- Leipzig
- Magdeburg
- Olpe
- Stuttgart
- Syke
- Tambach-Dietharz
- Wiesbaden
- Wilhelmshaven
- Wuppertal

In Österreich wurde 1999 das bis dato erste und einzige Kinderhospiz Sterntalerhof als anfängliches Sozialprojekt von dem Diakon Peter Kai und der Psychotherapeutin Regina Heimhilcher gegründet. Der Sterntalerhof ist ein Hospiz für chronisch und unheilbar kranke Kinder im österreichischen Burgenland, aber auch ein Erholungsort für Angehörige. Der Sterntalerhof betreut Familien und Kinder, die von einer lebensbedrohlichen oder lebenslimitierenden Erkrankung oder Behinderung betroffen sind, leistet Sterbe- und Trauerbegleitung, ermöglicht stationäre, mobile und ambulante Betreuung der Kinder und betroffenen Familien. Über 100 Kinder werden jedes Jahr stationär, rund 1.000 Kinder und Familien werden ambulant und mobil betreut.

## Finanzierung
Stationäre Kinderhospize in Deutschland bekommen 95 Prozent der zuschussfähigen Kosten von den Krankenkassen erstattet. Damit sind die tatsächlich anfallenden Betriebskosten nur zum Teil gedeckt. Das überwiegend am 8. Dezember 2015 in Kraft getretene Hospiz- und Palliativgesetz (HPG) sieht unter anderem vor, dass die Krankenversicherung den Mindestzuschuss für stationäre Kinderhospize erhöht. Die verbleibenden nicht zuschussfähigen Kosten (beispielsweise für die Unterbringung von Eltern und Geschwistern) müssen vom Hospiz weiterhin überwiegend durch Spenden eingeworben, aber auch durch ehrenamtliche Arbeit aufgefangen werden.
Mit der neuen gesetzlichen Vorlage können stationäre Kinderhospize außerdem eigenständige Rahmenvereinbarungen mit den Krankenkassen abschließen.

## Berufsfelder
In einem Kinderhospiz sind Ehrenamtliche und verschiedene Berufsgruppen tätig, zum Teil als Angestellte oder auf Honorarbasis bzw. im Rahmen von Hausbesuchen, unter anderen Kinderkranken- und Heilerziehungspfleger, Hauswirtschafter, Ergo- und  Physiotherapeuten, Seelsorger, Psychologen, Verwaltungskräfte, Techniker und Ärzte.